# Francis Healy
Francis Healy (anglès: Fran Healy)  (Stafford, 23 de juliol de 1973) Francis "Fran" Healy és un cantant, compositor i músic escocès. És el líder de la formació Travis, d'on n'és el cantant principal. Ha escrit la pràctica majoria de les cançons de la banda. Des del 2017 resideix a Los Angeles.

## Biografia
Francis Healy nasqué a Stafford, Anglaterra, però cresqué a Glasgow, Escòcia, quan la seva mare retornà casa després de divorciar-se del seu pare. Tant la seva mare com la seva àvia foren influències molt importants en la seva vida, segons ha expressat ell amb el temps. Estudià a Holyrood Secondary School, a Glasgow.
Fran adquirí la seva primera guitarra el 1986, amb 13 anys, i aquí despertà la seva passió per la música i la composició de cançons. La seva primera peça musical completa fou sobre el director de l'escola, Peter Mullen, i es titulà "Mr. Mullen Blues". Tocà en diverses bandes escolars i juvenils.
Orientà la seva carrera cap a les arts, entrant a la Glasgow School of Arts el 1991. Al bar de l'escola conegué Neil Primrose, amb qui es feren amics. En Neil tocava llavors en una banda anomenada Glass Onion, juntament amb l'Andy Dunlop i una cantant femenina. En Fran s'acabà unint a la banda, reemplaçant a la noia, i així sorgí Travis.
Travis ha rebut dos cops el reconeixement a millor àlbum de l'any als BRIT Awards. amb els anys, la banda ha publicat més de vuit àlbums, començant per Good Feeling el 1997.

### Vida personal
El 1996 Fran Healy conegué la que seria la seva dona, la fotògrafa alemanya Nora Kryst. El 2006 naixeria el seu únic fill, Clay Kryst. Després de 12 anys vivint a Londres, la família es mudà a Berlín el 2008. El 2017, finalment, la família es desplaçaria a Los Angeles, on resideix actualment.

### Activisme
Francis Healy ha demostrat en reiterades ocasions ser una persona compromesa amb la justícia social i sensible a les necessitats dels més desafortunats. És membre de Make Poverty History i ha treballat amb Save The Children per evitar la mort innecessària d'infants cada any per manca d'aliments i altres necessitats bàsiques. El 2004 viatjà al Sudan per a supervisar i coordinar una campanya global contra la pobresa infantil.
També es mostrà molt compromès en les manifestacions contra la guerra de l'Iraq.

## Activitats musicals
Preeminentment, Fran Healy toca la guitarra i ha fet la seva carrera com a líder de Travis, on a més a més canta i compon cançons. En menor mesura, també s'atreveix amb el piano.
Fora de Travis, ha realitzat treballs individuals: el 2010 tragué l'àlbum Wreckorder, amb la participació de Paul McCartney i Neko Case.
També ha col·laborat amb altres músics, com el 2000 amb The Clint Boon Experience, on cantà en el single "Do What You Do (Earworm Song)", o amb The Killers, co-escrivint la cançó "Here With Me" de l'àlbum Battle Born el 2012.